# O.k. (Film)
o.k. ist ein deutscher Spielfilm von Michael Verhoeven aus dem Jahr 1970. Er beruht auf der Entführung und Gruppenvergewaltigung sowie dem Mord an der Vietnamesin Phan Thị Mào am 19. November 1966 („Zwischenfall auf Hügel 192“) während des Vietnamkrieges. Der Film wurde in Schwarzweiß gedreht, um sich so näher an die Ästhetik der damaligen Fernseh-Kriegsberichterstattung anzulehnen.

## Inhalt
Junge, 1970 noch unbekannte Schauspieler stellen sich kurz vor, während sie nebenbei in amerikanische Uniformen schlüpfen. Sie befinden sich vermutlich in einem Wald in Bayern, denn die Akteure sprechen bayrische Mundart.
Der Soldat Rafe erstattet dem Captain Vorst Meldung über die Geschehnisse eines Herbsttages. Er berichtet ihm über einen Patrouillengang: Seine Kameraden und er haben eine junge Frau angehalten, die mit ihrem Fahrrad an ihnen vorbeikam.
Aus Langeweile beginnen die Soldaten, die junge Frau Phan Ti Mao eifrig zu kontrollieren und rasch auch zu drangsalieren. Sie muss sich ausziehen und eine intensive Leibesvisitation über sich ergehen lassen. Einer der Soldaten geht noch weiter und vergewaltigt die junge Frau unter dem Beifall seiner Begleiter. Die anderen Soldaten fallen ebenfalls über die Frau her. Als der berichtende Soldat an der Reihe ist, weigert er sich, mitzumachen, besitzt aber auch nicht den Mut, dem Opfer beizustehen. Er bricht stattdessen zusammen und wird zum klagenden und weinenden Augenzeugen. Er kriecht zu der Frau und flüstert ihr, während einer seiner Kameraden gerade noch einmal über sie herfällt, ins Ohr, dass sie sich nicht grämen solle, da er alles, was geschehen sei, dem Captain erzählen werde.
Als die Männer von der Frau ablassen, verlangen sie von ihr, dass sie nackt und ohne ihr Fahrrad verschwinde. Aber einer der Soldaten hält die Frau fest und drückt sie erneut zu Boden. In ihrer Verzweiflung und Angst droht die junge Frau dem letzten Täter mit ihrem Vater. Daraufhin greift dieser zu seinem Bajonett und ersticht sie mit den Worten „I schlacht’ di, du Sau“.
Der Captain hört sich die Geschichte an, sieht jedoch den berichterstattenden Soldaten als Verräter und kommt nach dem Genuss zweier Gläser Enzian zu dem Schluss: „Der Mord ist außerhalb der Zivilisation geschehen, nämlich auf dem Schlachtfeld. Eine Strafanzeige würde der Sache des Friedens schaden“. Rafe wird zurück zu seinen Kameraden geschickt. Im Dschungel herrscht wieder Ruhe und Frieden. Es ist alles „o. k.“.

## Kritiken
„Der Münchener Filmemacher Michael Verhoeven ließ diese wahre Begebenheit in den bayerischen Wäldern nachspielen – mit authentischen Namen, in US-Uniformen und z. T. mit Brecht’schen Verfremdungseffekten. Seine Botschaft: Auch wenn ein Krieg der ‚Freiheitssicherung‘ dient, macht er Greueltaten möglich.“

„Trotz guter Darstellung und Fotografie kommt die beabsichtigte Kritik nicht voll zur Wirkung, weil die zur Brutalisierung führenden verdeckten Spannungen und Aggressionswünsche nicht überzeugend genug entwickelt und aufeinander bezogen worden sind. Für Erwachsene als Diskussionsgrundlage gut geeignet.“

## Der Berlinale-Skandal
Verhoevens o.k. wurde vom Auswahlkomitee der Berlinale 1970 als offizieller deutscher Beitrag zum Wettbewerb eingeladen. Aufgrund des als kontrovers empfundenen Inhalts beschloss die Festivaljury unter ihrem Präsidenten George Stevens nach der Vorführung, den Film an die Auswahlkommission zurückzugeben und eine erneute Prüfung zu verlangen, ob der Film für die Teilnahme geeignet sei. Es sei fraglich, so wurde argumentiert, ob der Film die Verständigung zwischen den Völkern fördere, wie es die Statuten der Berlinale vorschrieben. Dušan Makavejev, Jurymitglied aus Jugoslawien, war mit diesem Vorgehen und Stevens’ Druck auf andere Mitglieder nicht einverstanden und opponierte gegen diesen Kurs, den er als Zensur empfand, und andere Juroren taten es ihm gleich. Eine öffentliche Debatte entbrannte, die von Verhoeven und seinem Produzenten Houwer weiter angefacht wurde, das Premierenkino Zoo-Palast wurde besetzt. Andere Filmemacher protestierten und zogen teilweise ihre Filme zurück, und schließlich resignierte die Jury. Die Berlinale musste – zum bisher einzigen Mal – abgebrochen werden, die Filmvorführungen wurden bis auf wenige noch verbliebene Ausnahmen eingestellt und keine Preise vergeben. Festivalleiter Alfred Bauer trat vorübergehend zurück und die Zukunft der Berlinale schien gänzlich in Frage gestellt. Verhoevens Skandalfilm war jedoch nur der Anlass, nicht die Ursache für diese Krise, die im aufgeheizten Berliner Klima jener Zeit sowie in der Unzufriedenheit mit einem das weniger etablierte Kino ausschließenden Programm begründet war. Die Berlinale von 1971 wurde nach neuen Gesichtspunkten organisiert.

## Weitere Version
Derselbe Stoff wurde 1989 von Brian De Palma in Die Verdammten des Krieges verarbeitet.

## Zitate
„Filme wie ‚o.k.‘ haben damals viele zur Weißglut getrieben. Die Weltbilder wurden wesentlich rigider vertreten als heute, und diejenigen, die sich beispielsweise klar für den Vietnamkrieg aussprachen, konnten meinen Film einfach nicht ertragen. Heute ist man wesentlich gleichmütiger, man lässt die Ereignisse an sich vorbeiziehen. Der Irak-Krieg hat vielleicht im Wahlkampf einer Partei einige Sympathien gekostet, aber man prügelt sich deswegen nicht mehr auf der Straße. Zudem wurde dieser Krieg sehr medienwirksam aufbereitet – die Medien sind ja nicht nur Aufklärer, sondern Vertuscher. Deshalb sind die Konsumenten viel korrumpierbarer als früher, als solche Filme noch einen regelrechten Schock auslösten.“

## Auszeichnungen
Bei der Verleihung des Bundesfilmpreises gewann o.k. die Auszeichnungen für die beste Nachwuchsdarstellerin (Eva Mattes) und das beste Drehbuch.

## DVD-Ausgabe
Seit März 2021 ist der Film in einer restaurierten Fassung als DVD erhältlich.